# Стари Балдовци
Стари Балдовци (мкд. Старо Балдовци) су насеље у Северној Македонији, у југоисточном делу државе. Стари Балдовци су у саставу општине Босилово.

## Географија
Стари Балдовци су смештени у југоисточном делу Северне Македоније. Од најближег града, Струмице, насеље је удаљено 12 km источно.
Насеље Стари Балдовци се налазе у историјској области Струмица. Насеље је положено у средишњем делу плодног Струмичког поља. Јужно од насеља протиче река Струмица. Надморска висина насеља је приближно 220 метара.
Месна клима је блажи облик континенталне због близине Егејског мора (жарка лета).

## Становништво
Стари Балдовци су према последњем попису из 2021. године имали 422 становника.
| Национални састав према попису из 2021.‍ | Национални састав према попису из 2021.‍ | Национални састав према попису из 2021.‍ | Национални састав према попису из 2021.‍ | Национални састав према попису из 2021.‍ |
| --------------------------------------- | --------------------------------------- | --------------------------------------- | --------------------------------------- | --------------------------------------- |
|                                         |                                         |                                         |                                         |                                         |
| Турци                                   | Турци                                   |                                         | 222                                     | 52,6%                                   |
| Македонци                               | Македонци                               |                                         | 90                                      | 21,3%                                   |
| непописани                              | непописани                              |                                         | 109                                     | 25,8%                                   |

Претежне вероисповести месног становништва је ислам и православље.